# Chacraraju
Chacraraju je hora v Peru, vysoká 6 108 m n. m.. Nachází se v pohoří Cordillera Blanca v regionu Ancash. Název hory znamená v kečuánštině „zasněžené pole“.
Hora patří do národního parku Huascarán. Má dva vrcholy; západní měří 6108 m a východní 6001 m. Na úpatí hory se nachází jezero Parón. 
Horolezci vyrážejí na Chacraraju ze základního tábora pod horou Pisco. V oblasti hrozí četné laviny a výstup patří k nejnáročnějším v Andách. Vrchol poprvé zdolala v roce 1956 francouzská expedice, kterou vedl Lionel Terray. 